# Campionat d'Espanya d'enduro 1983
La temporada de 1983 del Campionat d'Espanya d'enduro fou la 4a edició d'aquest campionat, organitzat per la Reial Federació Motociclista Espanyola. El calendari oficial constava de 8 proves puntuables, celebrades entre el 19 de febrer i el 18 de setembre. Cinc de les proves programades es disputaren als Països Catalans: Dos Dies del Segre (19 i 20 de febrer), Enduro de Barcelona (6 de març), Enduro de Tarragona (17 d'abril), Enduro de Girona (24 d'abril) i Enduro de València (11 de setembre).

## Classificació final

### 80cc
| Posició | Pilot             | Motocicleta | Punts |
| ------- | ----------------- | ----------- | ----- |
| 1       | Pep Vila          | Rieju       | 131   |
| 2       | Andreu González   | Fantic      | 89    |
| 3       | Ton Marsinyach    | Ancillotti  | 83    |
| 4       | José Luis López   | ?           | 61    |
| 5       | Ramon Burés       | Fantic      | 45    |
| 6       | Francesc Rubio    | Rieju       | 40    |
| 7       | Joaquim Figueras  | ?           | 25    |
| 8       | Enric Clarà       | ?           | 21    |
| 9       | Carles Quintà     | ?           | 19    |
| 10      | Xavier Soucheiron | ?           | 12    |

### Superior a 80cc
| Posició | Pilot                      | Motocicleta | Punts |
| ------- | -------------------------- | ----------- | ----- |
| 1       | Carles Mas                 | Montesa     | 147   |
| 2       | Guillermo Moreno de Carlos | Maico       | 131   |
| 3       | Enrique del Rey            | Maico       | 79    |
| 4       | Josep Piella               | SWM         | 58    |
| 5       | Joan Canamasas             | Montesa     | 51    |
| 6       | Ferran Gil                 | ?           | 43    |
| 7       | Pere Ponsà                 | KTM         | 29    |
| 8       | Ramon Burés                | Montesa     | 25    |
| 9       | David Colom                | SWM         | 18    |
| 10      | Agustín Fernández          | ?           | 15    |

## Categories inferiors

### Trofeu Sènior Superior a 80cc
| Posició | Pilot        | Motocicleta | Punts |
| ------- | ------------ | ----------- | ----- |
| 1       | Jordi Girona | ?           | 107   |
| 2       | Albert Puyal | ?           | 100   |
| 3       | Pere Solà    | ?           | 92    |

### Trofeu Sènior 80cc
| Posició | Pilot          | Motocicleta | Punts |
| ------- | -------------- | ----------- | ----- |
| 1       | Alvaro Sarabia | ?           | 35    |
| 2       | Joan Marsal    | ?           | 15    |
| 3       | Macari Mitjans | ?           | 10    |